# Вега-де-Валькарсе
Вега-де-Валькарсе (ісп. Vega de Valcarce) — муніципалітет в Іспанії, у складі автономної спільноти Кастилія-і-Леон, у провінції Леон. Населення — 712 осіб (2010).
Муніципалітет розташований на відстані близько 370 км на північний захід від Мадрида, 110 км на захід від Леона.
На території муніципалітету розташовані такі населені пункти: (дані про населення за 2010 рік)
- Амбасместас: 44 особи
- Ла-Бранья: 20 осіб
- Лас-Ерреріас: 47 осіб
- Ліндосо: 26 осіб
- Моньйон: 13 осіб
- Ла-Портела-де-Валькарсе: 34 особи
- Рансінде: 23 особи
- Руїтелан: 23 особи
- Сампрон: 4 особи
- Сан-Хуліан: 29 осіб
- Сотогайосо: 11 осіб
- Вега-де-Валькарсе: 239 осіб
- Вільясінде: 67 осіб
- Архентейро: 11 осіб
- Ла-Трейта: 0 осіб
- Ель-Кастро: 18 осіб
- Лабальйос: 11 осіб
- Бархелас: 6 осіб
- Ла-Фаба: 30 осіб
- Сернада: 11 осіб
- Ла-Лагуна: 25 осіб
- Лас-Ламас: 8 осіб
- Сан-Тірсо: 12 осіб

## Демографія
Динаміка населення (INE ):

## Галерея зображень

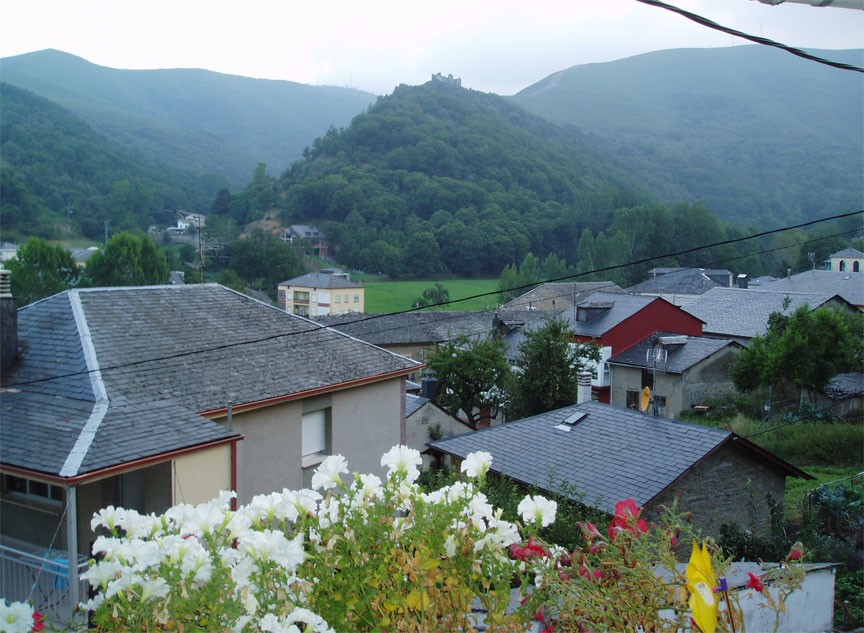
Вега-де-Валькарсе
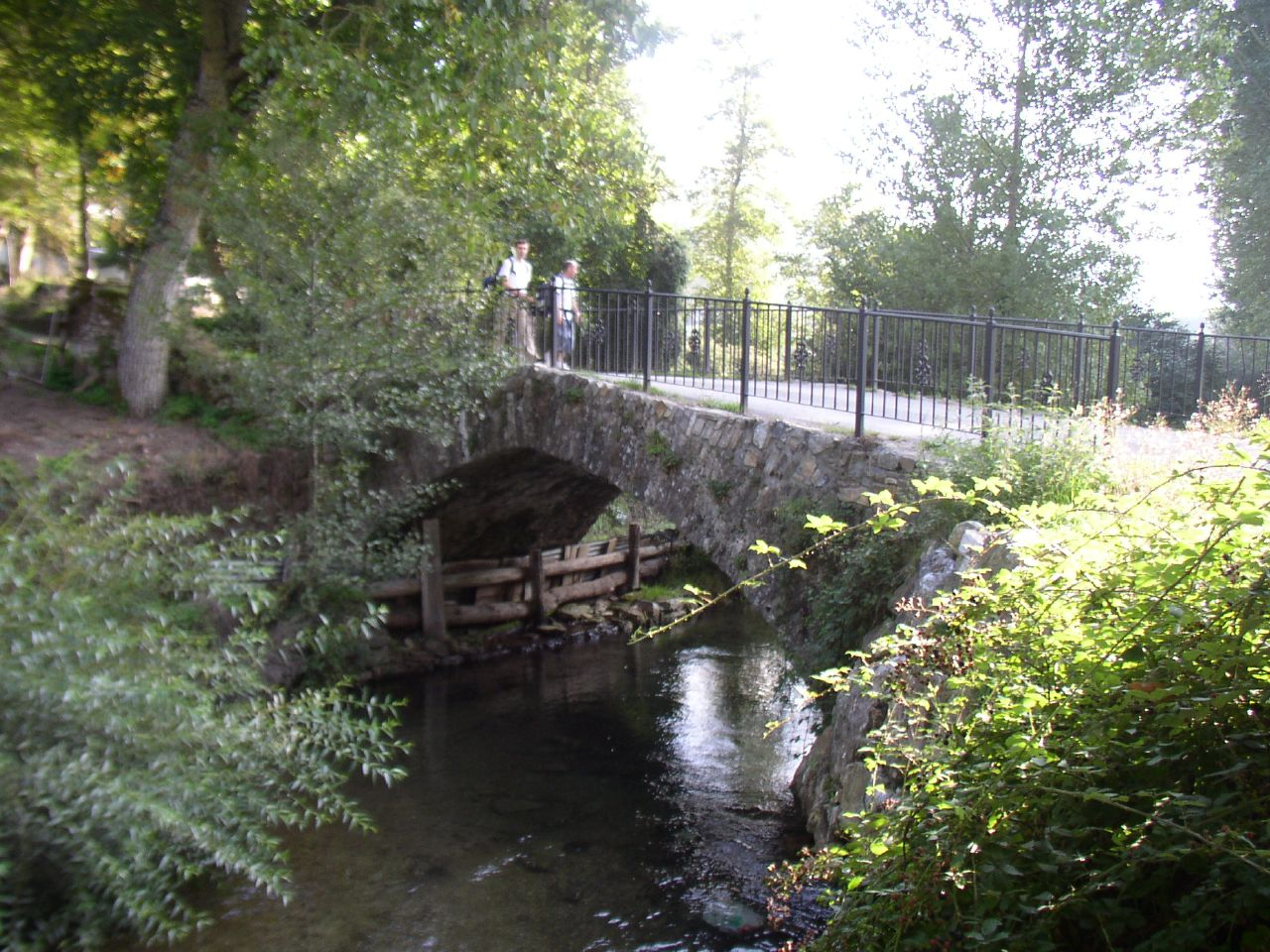
Річка Валькарсе